# Serhii Korovayny
 (novembre 2024).
Serhii Korovayny ou Serhii Korovainyi est un photojournaliste ukrainien né en 1995, et connu pour son travail couvrant la guerre russo-ukrainienne,. Il contribue régulièrement au Wall Street Journal et ses travaux ont été présentés dans de nombreux médias et organisations, parmi lesquels Time, National Geographic, et l'Organisation des Nations unies,.
En 2022, Korovayny reçoit le prix James-Foley pour le reportage sur les conflits.
Korovayny est un boursier Fulbright et a obtenu un Master of Arts en photographie à l'université de Syracuse. Avant la guerre, il travaillait principalement sur un documentaire à propos des défis environnementaux de Mariupol.